# Nycteola frigidana
Nycteola frigidana är en fjärilsart som beskrevs av Walker 1863. Nycteola frigidana ingår i släktet Nycteola och familjen trågspinnare. Inga underarter finns listade i Catalogue of Life.